# Сивак Віктор Олександрович
Ві́ктор Олекса́ндрович Си́вак (нар. 13 серпня 1992, м. Сокаль, Львівська область, Україна — пом. 19 червня 2014, с. Закітне, Лиманський район, Донецька область, Україна) — український військовослужбовець, розвідник, солдат Збройних сил України. Учасник російсько-української війни.

## Біографія
Народився 1992 року у м. Сокаль на Львівщині. 2009 року закінчив Сокальську гімназію імені Олега Романіва. Захоплювався історією, багато читав, займався спортом. 2013 здобув вищу освіту (бакалавр) в Одеському національному політехнічному університеті. Але вирішив стати військовим і в січні 2014 вступив на військову службу за контрактом.
Солдат, розвідник розвідувального відділення розвідувального взводу розвідувальної роти штабного батальйону 24-ї окремої механізованої Залізної бригади імені Данила Галицького Сухопутних військ Збройних Сил України, військова частина А0998, м. Яворів.
З весни 2014 брав участь в антитерористичній операції на сході України.
19 червня 2014, в ході військової операції зі звільнення від терористів населених пунктів у Лиманському районі (на той час — Краснолиманський район), знищення блокпостів противника біля смт Ямпіль та взяття під контроль мосту через Сіверський Донець, бронегрупа розвідувальної роти потрапила у засідку на підході до села Закітне. Розвідники виявили на дорозі два КамАЗи та БРДМ-2 бойовиків. Було вирішено відконвоювати трофейну техніку ближче до основних сил батальйону, але у цей момент бойовики із засідки відкрили вогонь з кулеметів по бійцях, які сиділи на броні. Бій тривав 3 години, загинули командир 1-го механізованого батальйону підполковник Ігор Ляшенко, командир розвідроти капітан Степан Воробець, командир відділення старший сержант Андрій Повстюк, старший солдат Юрій Прихід, солдати Віктор Сивак, Віктор Семчук і Микола Шайнога. Троє бійців дістали поранення, один з них — важко поранений.
23 червня в Сокалі на вулиці Героїв УПА відбулося врочисте прощання із загиблим Героєм. Похований на новому міському цвинтарі.
Залишились батьки Мар'яна Миколаївна та Олександр Васильович.

## Нагороди та вшанування пам'яті
- 15 липня 2014 року — за особисту мужність і героїзм, виявлені у захисті державного суверенітету та територіальної цілісності України, відзначений — нагороджений орденом «За мужність» III ступеня (посмертно)[4].
- 13 грудня 2014 року на фасаді будівлі Сокальській гімназії імені Олега Романіва встановили меморіальні дошки пам'яті двох випускників — Віктора Сивака і Валентина Прихода, який загинув у бою за Савур-Могилу і був двоюрідним братом Юрія Прихода, котрий поліг в одному бою з Віктором Сиваком[5].
- У червні 2015 року на місці бою, біля с. Закотного, на честь полеглих бойових побратимів військовики 24-ї бригади встановили обеліск[6].
- 19 червня 2017 року на Донеччині, з ініціативи місцевої громади, відкрито пам'ятник сімом воїнам 24-ї бригади, які загинули у бою за звільнення села Закітне[7].
- Почесний громадянин Сокальської міської територіальної громади (2024; посмертно)[8]